# Joseph Le Bon
Guislain-François-Joseph Le Bon (ur. 29 września 1765 w Arras, zm. 16 października 1795 w Amiens) – francuski polityk z okresu rewolucji francuskiej.

## Życiorys
Pochodzący z Arras Le Bon został kapłanem Kongregacji Oratorium św. Filipa Neri (zwanego także zgromadzeniem filipinów). Pracował jako wykładowca retoryki w Beaune. Popierał idee rewolucji francuskiej. Po ogłoszeniu Konstytucji Cywilnej Kleru, której był zwolennikiem, pełnił posługę proboszcza w jednej z parafii w departamencie  Pas-de-Calais. Później wybrano go na zastępczego przedstawiciela tego regionu do Konwentu Narodowego. Piastował stanowiska mera Arras oraz zarządcy departamentu Pas-de-Calais. 2 lipca 1793 rozpoczął wypełnianie swego mandatu poselskiego w Konwencie.
W okresie od 29 października 1793 do 10 lipca 1794 (według kalendarza rewolucyjnego: od 8 brumaire’a roku II do 22 messidora roku II) pełnił funkcję komisarza Konwentu (représentant en mission) w departamentach Sommy oraz Pas-de-Calais, gdzie ze szczególną surowością rozprawiał się z antyrewolucyjnymi wystąpieniami. Jego działalność zemściła się na nim w okresie reakcji, który nastąpił po przewrocie termidoriańskim z 27 lipca 1794 (9 termidora) Le Bon został aresztowany (10 lipca 1795). Postawiono go przed trybunałem departamentu Somma, który skazał go na śmierć za nadużywanie władzy w okresie, gdy wypełniał misję komisarza Konwentu. Na surowy wyrok trybunału istotny wpływ miały ataki na Le Bona jednego z jego politycznych przeciwników, Armand-Josepha Guffroya – publicysty i założyciela gazety Rougiff, ou la France en vedette. Łagodzącego wpływu na wynik procesu nie wywarł nawet fakt, że ocalenie Cambrai przed zagrożeniem austriackim było w znacznej mierze zasługą odwagi Le Bona.

## Niszczenie świątyń w Cambrai
Negatywna strona działalności Le Bona w Cambrai – oprócz represji wobec oponentów jakobinów – miała także destrukcyjny wpływ na miejscową architekturę sakralną. W trakcie jego misji w tym mieście zniszczono większość miejscowych świątyń. Los nie oszczędził nawet starej katedry w Cambrai (Cathédrale Notre-Dame de Grâce de Cambrai). Sprzedano ją kupcowi, który pozyskiwał z niej kamień. Jedyna wieża, która przetrwała grabieżczą eksploatację, zapadła się w 1809 roku podczas burzy. Na jej miejscu wzniesiono później nową katedrę.